# Calamus thysanolepis
Espèce
Calamus thysanolepis est une espèce de palmier cespiteux, de la famille des Arecaceae, originaires des forêts humides de Chine et du Vietnam.

## Nomenclature
Henry Fletcher Hance, consul à Canton et botaniste, décrit et nomme Calamus thysanolepis en 1874 Journal of Botany, British and Foreign 12(141), à partir d’un spécimen trouvé dans l’île de Tai Tam Tuk de Hongkong.
En chinois, le nom vulgaire est 毛鳞省藤 maolinsheng teng.

## Synonymes
Selon Tropicos, les synonymes sont:
- Calamus hoplites Dunn
- Calamus scutellaris Becc
- Calamus thysanolepis var. polylepis C.F. Wei
- Palmijuncus thysanolepis (Hance) Kuntze

## Description
Calamus thysanolepis pousse sous forme de tiges cespiteuses, non grimpantes, courtes et souterraines ou bien auto-portantes (dressées), pouvant faire jusqu’à 5 m de long, et d'environ 5 cm de diamètre.
La feuille comporte à la base une gaine foliaire (enveloppant la tige), de couleur brun-verdâtre, armée d’épines aciculaires noires, densément distribuées, pouvant faire jusqu’à 2 cm de long. L’ocrea,  une extension de la gaine foliaire au-dessus du point d'insertion du pétiole, jusqu’à 40 cm, est épineuse, fibreuse, et se désintègre rapidement. Le rachis jusqu'à 1,5 m porte 28–49 pennes lancéolées par côté, celles-ci fortement regroupées et s'étalant dans différents plans ; les pennes médianes de 30 à 37 cm de long, de 1,5 à 2 cm de large à mi-hauteur.
Les inflorescences font jusqu’à 1 m de long, non flagellées ; les bractées de l'inflorescence sont fendues et en lambeaux.
Le fruit est brun rougeâtre, ovoïde ou ellipsoïde, jusqu’à 1,5 x 1 cm. Il est comestible

## Distribution et habitats
L’espèce est originaire de Chine (Fujian, Guangdong, Guangxi, Hunan, Jiangxi, Zhejiang) et du Vietnam.
Elle pousse dans les forêts humides des basses terres.